# Lightiella monniotae
Lightiella monniotae är en kräftdjursart som beskrevs av Philippe Cals och Delamare Deboutteville 1970. Lightiella monniotae ingår i släktet Lightiella och familjen Hutchinsoniellidae. Inga underarter finns listade i Catalogue of Life.